# Żółte curry
Żółte curry (taj. แกงกะหรี่, RTGS: kaeng kari, chiń. 黃咖喱) – tradycyjne danie kuchni tajskiej powstałe ze skrzyżowania wpływów kuchni indyjskiej, chińskiej i lokalnych tendencji przyprawowych.
Żółte curry powstaje w sposób podobny, jak inne tajskie odmiany tego dania, począwszy od podgrzania mleka kokosowego, dodania odpowiedniej pasty curry (żółtą barwę nadaje dodana do niej kurkuma) i gotowania całości, aż będzie aromatyczna i zrównoważona, a następnie dodania i ugotowania w wywarze kurczaka, krewetek lub ryby. Na koniec dodaje się jeszcze dodatkową ilość mleka kokosowego, przyprawy i wodę. Najczęściej stosowane dodatki to ocet, papryka i szalotka. Głęboki cytrynowy smak uzyskiwany jest w drodze dodania liści limonki kaffir. Żółte curry jest prawie zawsze w Tajlandii podawane z małą miską ajat (odmianą ogórka, który towarzyszy także daniom typu satay).
Z uwagi na stonowanie smaku ostrego w stosunku do innych tajskich dań typu curry, żółta jego odmiana jest najbardziej akceptowana przez obcokrajowców, nieprzywykłych do znacznej ostrości kuchni tajskiej. W Tajlandii danie nie jest znane pod nazwą żółte curry, a zbitek słów kaeng kari oznacza po prostu curry.